# مدرسه هدایت
مدرسه هدایت مربوط به دوره پهلوی اول است و در نهبندان، در محل میدان عاشوراخانه واقع شده و این اثر در تاریخ ۵ آذر ۱۳۸۰ با شمارهٔ ثبت ۴۴۸۹ به‌عنوان یکی از آثار ملی ایران به ثبت رسیده است.